# Florencia Szigeti
Florencia Szigeti, född den 8 juli 1981 i Buenos Aires i Argentina, är en argentinsk före detta frisimmare. Hon deltog i olympiska sommarspelen 2000 och 2004, liksom VM 1999, 2001 och 2003. År 1999, 2001 och 2003 deltog hon i de Panamerikanska mästerskapen. 2003 tog hon i dessa mästerskap en silvermedalj på 100 meter frisim.